# اگویار دا بیرا (فرگویزا)
اگویار دا بیرا (فرگویزا) (به پرتغالی: Aguiar da Beira (freguesia)) یک سکونتگاه مسکونی در پرتغال است که در Aguiar da Beira Municipality واقع شده‌است.

## خصوصیات
اگویار دا بیرا ۳۴٫۰۴ کیلومترمربع مساحت و ۱٬۴۷۸ نفر جمعیت دارد.

## نگارخانه

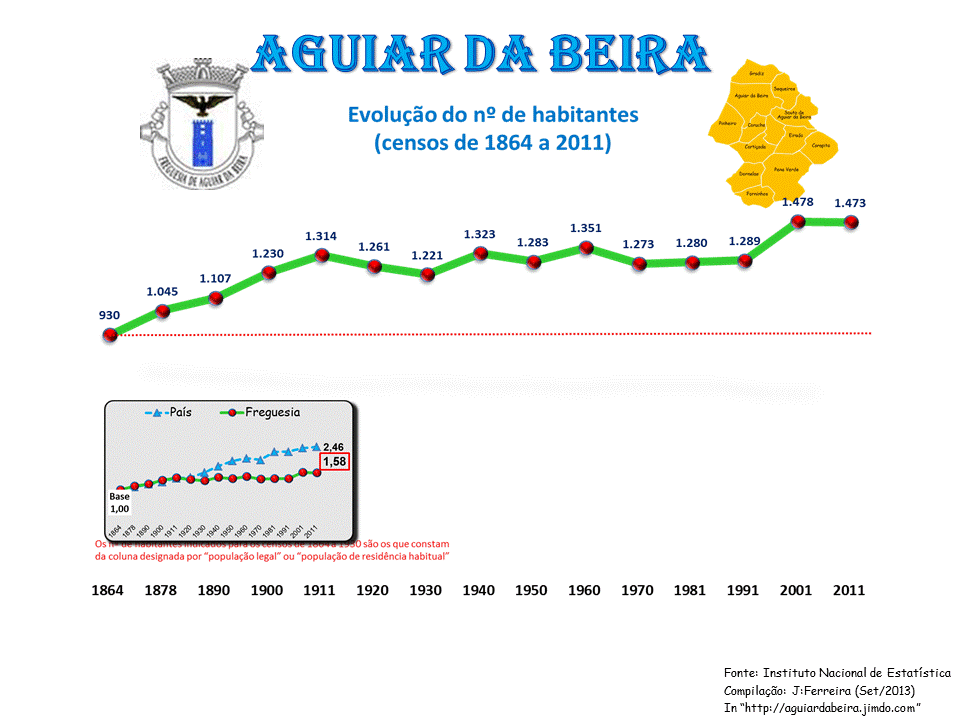
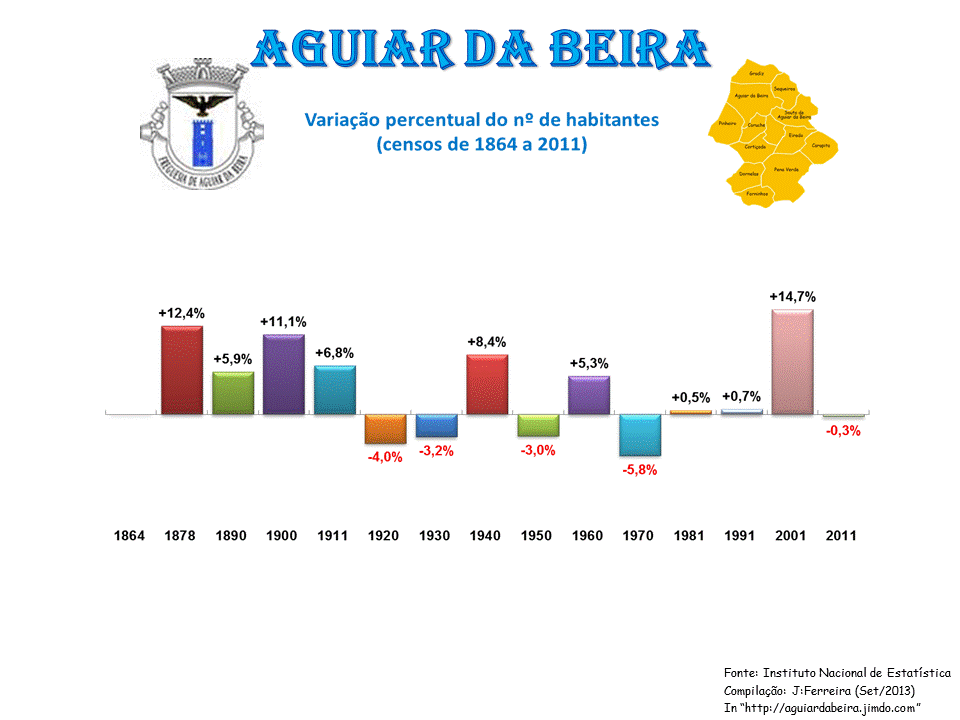